# Wojciech Bursa
Wojciech Bursa (* 23. April 1895 in Bukowsko; † 1940 in Katyn) war ein polnischer Sportschütze.
Wojciech Bursa war Angehöriger der paramilitärischen Jugendorganisation Schützenverband „Strzelec“. 1936 startete er bei den Olympischen Spielen in Berlin im Schießen mit der Schnellfeuerpistole, schied aber schon in der ersten Runde aus.
Die Angehörigen von „Strzelec“ wurden 1939 in die polnische Armee integriert, und Bursa wurde zum Hauptmann befördert. Er gehörte zu den rund 4400 polnischen Offizieren, die beim „Massaker von Katyn“ von Angehörigen des sowjetischen Volkskommissariats für Innere Angelegenheiten (NKWD) zwischen dem 3. April und 11. Mai 1940 in einem Wald nahe dem Dorf Katyn, 20 Kilometer westlich von Smolensk, ermordet wurden. 2007 wurde er posthum zum Major befördert. Kawecki war einer von zehn polnischen Olympioniken, die in Katyn ums Leben kamen.